# Youssef Mohamad
Youssef Wasef Mohamad —en àrab يوسف واصف محمد— (nascut l'1 de juliol de 1980) és un futbolista libanès que actualment juga pel 1. FC Köln.